# Amblyctis nomurai
Amblyctis nomurai là một loài bọ cánh cứng trong họ Melandryidae. Loài này được Nakane & Hayashi miêu tả khoa học năm 1955.